# Jure Beseničar
Jure Beseničar, slovenski geodet, * 17. maj 1946, Ljubljana, † 2019

## Življenje in delo
Po diplomi 1971 na ljubljanski Fakulteti za gradbeništvo in geodezijo se je strokovno izpopolnjeval na Nizozemskem in 1977 doktoriral v Ljubljani. Na Fakulteti za gradbeništvo in geodezijo v Ljubljani je začel leta 1977 poučevati fotogrametrijo ter bil 1984 izvoljen za izrednega profesorja. V letih 1977-83 je kot direktor inštituta vodil na Geodetskem zavodu Socialistične republike Slovenije raziskovalno delo. Kot strokovnjak za fotogrametrijo se je uveljavil s številnimi raziskavami in referati tako doma kot v Evropi ter Južni in Severni Ameriki. Organiziral je delo v tujini, omogočil mednarodno povezovanje in prenos tehnologij. Njegova metodologija je omogočila uveljavljanje novih metod kontrole in vodenja procesov tako v težki industriji kot ladjedelništvu. Objavil je več strokovnih in znantvenih člankov ter učbenikov.